# José Jiménez Caballero
José Jiménez Caballero (Torrox, siglo XIX-Motril, 1921) fue un político y terrateniente español, alcalde de Motril y diputado en las Cortes de la Restauración .

## Biografía
Nacido en el municipio malagueño de Torrox, se instaló con dos años de edad en Motril, donde desarrolló su vida. Habría sido alcalde de dicho municipio hacia los años de 1867 y 1868. Se cuenta que durante aquellos años transformó el camino de la playa en carretera, plantando álamos en sus laterales, que sin embargo desaparecerían por el abandono de los ayuntamientos posteriores.
De filiación alfonsina, en 1879 fue elegido diputado provincial de oposición por el distrito de Motril. Su hermano Manuel Jiménez Caballero también fue alcalde de Motril. Obtuvo escaño de diputado por Motril en las últimas Cortes con Cánovas del Castillo. Poseedor de una cuantiosa fortuna, perteneció políticamente al partido de Romero Robledo. Fue jefe superior de Administración y se le condecoró con una gran cruz de Isabel la Católica. Al constituirse la Sociedad General Azucarera de España aportó la fábrica que poseía en Motril. En la década de 1920 todavía se trataría de «uno de los principales propietarios agrícolas motrileños». Falleció el 29 de julio de 1921 en Motril.